# Handboll vid olympiska sommarspelen 1992
Handbollsturneringen vid olympiska sommarspelen 1992 avgjordes i Barcelona.

## Medaljfördelning
| Gren                            | Guld | Silver | Brons |
| Damernas turnering Detaljer...  | Sydkorea Moon Hyang-ja Nam Eun-young Lee Ho-youn Lee Mi-young Hong Jeong-ho Lim O-kyeong Min Hye-sook Park Jeong-lim Oh Sung-ok Jang Ri-ra Kim Hwa-sook Park Kap-sook Cha Jae-kyung                                                                                   | Norge Hege Kirsti Frøseth Tonje Sagstuen Hanne Hogness Heidi Sundal Susann Goksør Cathrine Svensen Mona Dahle Siri Eftedal Henriette Henriksen Ingrid Steen Karin Pettersen Annette Skotvoll Kristine Duvholt Heidi Tjugum                         | OSS Svetlana Bogdanova Natalja Derjugina Galina Onoprijenko Tetiana Gorb Elina Guseva Larisa Kiseljova Marina Bazanova Natalja Morskova Ljudmila Gudz Svetlana Prjachina Natalja Anisimova Galina Borzenkova Tatiana Dzjandzjgava                                   |
| Herrarnas turnering Detaljer... | OSS Andrej Lavrov Igor Vasiljev Jurij Gavrilov Andrej Barbatjinskij Andrej Minevskij Vjatjeslav Gorpisjin Serguej Bebetjko Valerij Gopin Vasilij Kudinov Talant Dujsjebajev Dmitrij Filippov Michail Jakimovitj Oleg Grebnev Oleg Kiseljov Igor Tjumak Pavel Sukosjan | Sverige Mats Olsson Robert Hedin Magnus Wislander Anders Bäckegren Ola Lindgren Per Carlén Erik Hajas Magnus Cato Axel Sjöblad Robert Andersson Pierre Thorsson Patrik Liljestrand Staffan Olsson Magnus Andersson Tommy Suoraniemi Tomas Svensson | Frankrike Philippe Médard Pascal Mahé Philippe Debureau Denis Lathoud Denis Tristant Gaël Monthurel Alain Portes Éric Quintin Jean-Luc Thiébaut Philippe Gardent Thierry Perreux Laurent Munier Frédéric Perez Jackson Richardson Stéphane Stoecklin Frédéric Volle |

## Grupper

### Herrar
Herrarnas turnering innehöll tolv lag i två grupper.
| Grupp A: - Sverige - Island - Sydkorea - Ungern - Tjeckoslovakien - Brasilien | Grupp B: - OSS - Frankrike - Spanien - Rumänien - Tyskland - Egypten |

### Damer
Damernas turnering innehöll åtta lag i två grupper.
| Grupp A: - OSS - Tyskland - USA - Nigeria | Grupp B: - Sydkorea - Norge - Österrike - Spanien |

Då alla lagen mött varandra gick de fyra bäst placerade vidare till kvartsfinalerna.

## Medaljtabell
| Pl. | Nation    | Guld | Silver | Brons | Totalt |
| --- | --------- | ---- | ------ | ----- | ------ |
| 1   | OSS       | 1    | 0      | 1     | 2      |
| 2   | Sydkorea  | 1    | 0      | 0     | 1      |
| 3   | Norge     | 0    | 1      | 0     | 1      |
| 3   | Sverige   | 0    | 1      | 0     | 1      |
| 5   | Frankrike | 0    | 0      | 1     | 1      |